# Nightfall

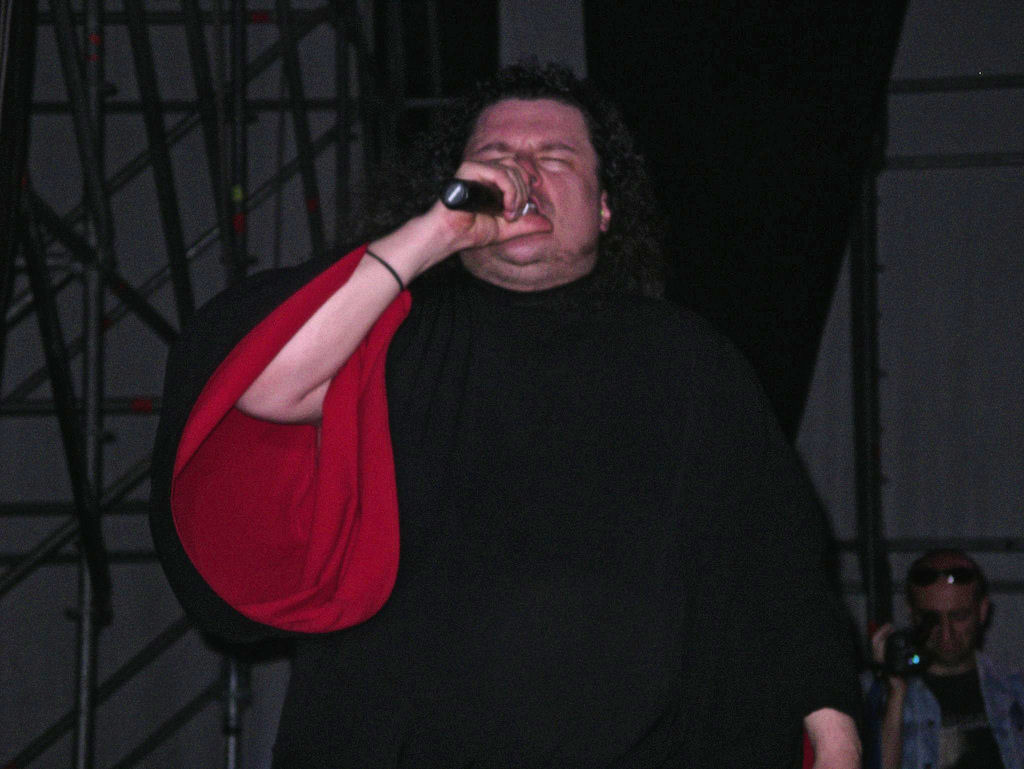
Мессия Марколин — новый вокалист и фронтмен группы.

Nightfall (англ. nightfall — закат) — второй студийный альбом шведской дум-метал-группы Candlemass, выпущенный 9 ноября 1987 года на Thunderload Studios. Во время записи в состав группы вошёл вокалист Мессия Марколин. Было выпущено два сингла: «Samarithan» и «At the Gallows End». На композицию «Bewitched» был снят клип.
Музыка на этом альбоме стала более величественной и торжественной, однако весьма пафосной. Вокал Мессии вывел группу на новый уровень. Многие композиции альбома являются инструментальными. Среди них следует отметить Marche Funèbre, которая является обработкой в стиле метал похоронного марша Фредерика Шопена. Весь альбом записан в одном ключе, что создает ощущение цельности и связанности. В отличие от предыдущего альбома, в этом музыканты отказались от использования синтезатора. Лирика затрагивает тему магии и оккультизма, некоторые песни исполняются от лица людей, испытывающих страдания. Nightfall является новой ступенью в творчестве группы.

## Новый вокалист
Важно отметить приход в группу нового участника. Им стал Мессия Марколин — непопулярный на то время шведский певец, имеющий итальянские корни и обладающий оперным голосом.

Когда я услышал «Epicus Doomicus Metalicus», я был просто без ума. Я не мог поверить, что эта группа из Швеции! Я достал телефон Лейфа, позвонил ему и сказал: «Я буду петь в твоей группе!» Если я был без ума от его музыки, значит, он был прав!

Мессия сделал группу узнаваемой, благодаря своему оперному вокалу, весьма колоритной внешности и сценическому образу. Он надолго стал «лицом группы». Многие фанаты считают его лучшим вокалистом Candlemass.

## Обложка
Обложкой альбома является фрагмент картины Томаса Коула «Старость» из цикла картин «Путешествие жизни». На картине изображен старик, сидящий в лодке. Это финальная картина этой серии, и ангел, путешествовавший с этим человеком всю его жизнь, спускается к нему, чтобы забрать его в Рай. Небо покрыто густыми тучами, сквозь которые пробиваются лучи заходящего солнца, что соответствует названию альбома.

## Клип
Композиция «Bewitched» была экранизирована, в качестве режиссёра был приглашен Юнас Окерлунд. В начале клипа слышен плач девушки, которая бежит по мосту. Следом за ней торжественно шествуют участники группы, неся в руках гроб. Фоном звучит другая композиция с этого же альбома — «Marche Funèbre».
Затем мы видим Мессию Марколина, который вылезает из гроба и начинает петь. Он одет в свой сценический костюм — сапоги, черные кожаные штаны и балахон с широкими рукавами. На шее у него висит большой крест. Этот костюм в дальнейшем будет использоваться во всех концертах группы с его участием. Мессия судя по всему изображает злого волшебника, который гипнотизирует окружающих людей, что вполне соответствует лирике песни. Он околдовывает нескольких неформалов и девушку, которую мы видели в начале. Все зачарованные им люди следуют за ним обратно на кладбище, где Мессия вновь ложится в гроб. Видео перебивается фрагментами концертов группы, большое внимание уделяется Ларсу Йохансону, играющему гитарное соло на фоне стокгольмских зданий.
В клипе не использовались компьютерные спецэффекты и выглядит он весьма просто и аскетично, хотя и несколько нелепо. Клип плохо сохранился и дошёл до нас в низком качестве. Интересным фактом является то, что в клипе появляется норвежский музыкант Дэд, знаменитый своей работой в блэк-метал группе Mayhem. Его можно увидеть в эпизоде, где он, кривляясь, стоит за спиной у Мессии, а после можно увидеть его ботинок.

## Список композиций
Все песни написал Лейф Эдлинг, кроме Marche Funèbre, которую написал Фредерик Шопен и Black Candles, которую написал Майкл Вид.
1. «Gothic Stone» — 0:48
2. «The Well of Souls» — 7:16
3. «Codex Gigas» — 2:20
4. «At the Gallows End» — 5:48
5. «Samarithan» — 5:30
6. «Marche Funèbre» — 2:22
7. «Dark Are the Veils of Death» — 7:08
8. «Mourners Lament» — 6:10
9. «Bewitched» — 6:38
10. «Black Candles» — 2:18

## Участники записи
- Лейф Эдлинг — бас-гитара
- Mats Björkman — гитара
- Mats Ekström — ударные
- Мессия Марколин — вокал
- Klas Bergwall — гитара